# مدل‌سازی انتشار آلاینده‌های هوا

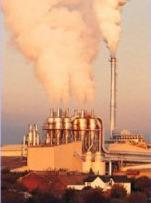
منبع آلودگی هوا صنعتی

مدل‌سازی انتشار آلاینده‌های هوا شامل مدل‌های ریاضی از چگونگی پراکندگی آلاینده‌های هوا در جو هستند. با کمک برنامه‌های رایانه‌ای و الگوریتم‌هایی ریاضی معادلات حاکم بر پراکندگی آلاینده‌ها در هوا شبیه‌سازی می‌شوند. از مدل‌های انتشار آلاینده‌های هوا برای تخمین غلظت آلاینده‌ها در اطراف منابعی مانند کارخانه‌های صنعتی، وسایل نقلیه یا انتشار مواد شیمیایی استفاده می‌شود. این مدل‌ها همچنین برای تجزیه و تحلیل انتشار آلاینده‌ها در اطراف پالایشگاه‌های گازی به کار گرفته می‌شوند. آنها همچنین می‌توانند برای پیش‌بینی آلودگی هوا تحت سناریوهای مختلف استفاده شوند تا میزان تأثیر آلاینده‌ها در محیط تعیین شود. این مدل‌ها مهم‌ترین ابزار برای سیاست‌گذاری‌های مربوط به کنترل کیفیت هوا می‌باشند و توسط بسیاری از سازمان‌های دولتی استفاده می‌شوند.
مدل‌های انتشار آلاینده‌های هوا به‌طور معمول برای تعیین اینکه آیا منابع صنعتی آلودگی هوا با استانداردهای کیفیت هوا مطابقت دارند استفاده می‌شوند. در اواخر دهه ۱۹۶۰، سازمان حفاظت از محیط زیست ایالات متحده آمریکا طرح‌های تحقیقاتی را آغاز کرد که منجر به ایجاد بسیاری از مدل‌های حال حاضر مورد استفاده توسط برنامه ریزان شهری و حمل و نقل خواهد شد.
مدل‌های انتشار آلاینده‌های هوا از داده‌های متفاوتی برای پیش‌بینی غلظت آلاینده‌ها استفاده می‌کنند. این داده‌ها معمولاً عبارتند از:
- شرایط جوی مانند سرعت باد و جهت باد، میزان آشفتگی جوی، دمای هوا، پوشش ابر و تابش خورشیدی.
- میزان انتشار آلاینده‌ها
- شرایط منبع آلودگی مانند محل منبع و ارتفاع، نوع منبع، سرعت خروج، دمای خروج و میزان انتشار.
- شرایط جغرافیایی و توپوگرافی.

## معادله پراکندگی آلاینده هوا گاوسی
اولین مقالات مربوط به معادلات انتشار آلاینده‌های هوا به دهه ۱۹۳۰ و قبل از آن بازمی‌گردد. یکی از معادلات پراکندگی آلاینده اولیه هوا توسط بوسانکت و پیرسون بدست آمده است.
سر گراهام ساتون در سال ۱۹۴۷ یک معادله برای پراکندگی آلاینده هوا پیشنهاد داد که شامل فرض توزیع گاوسی برای انتشار عمودی و افقی می‌شود.
امروزه، اغلب مدل‌های استاندارد انتشار آلاینده‌های هوا مانند AERMOD و CAL3QHC از توزیع گاوسی برای تخمین غلظت آلاینده‌ها در فواصل مختلف استفاده می‌کنند.

شبیه‌سازی انتشار آلاینده‌های هوا به کمک توزیع گاوسی